# Rónay Egon
Rónay Egon (Pozsony/Budapest, 1915. július 24. – Yattendon, 2010. június 12.) magyar származású brit ételkritikus. A Brit Gasztronómiai Akadémia alapító elnöke, a Nemzetközi Gasztronómiai Akadémia alapítója volt.

## Életpályája
Egyetemi tanulmányait a Pázmány Péter Tudományegyetem Jogtudományi Karán és a Kereskedelmi Akadémián végezte el. A második világháború kitörésekor (1939) besorozták a magyar hadseregbe, és az első és második bécsi döntés után a honvédségnél szolgált Dél-Szlovákiában és Észak-Erdélyben. 1942–1945 között a Belvárosi Kávéház, a Hangli Kioszk és a Vigadó Söröző családi vállalkozás üzletvezetője volt. 1946-tól Nagy-Britanniában élt. 1946–1952 között két londoni éttermet vezetett (Princes étterem és a Carousel Club).
1951-ben kapott brit állampolgárságot. 1952–1955 között Knightsbridge-ben megnyitotta a The Marquee nevű saját éttermét. 1954–1960 között a The Daily Telegraph, majd a Sunday Telegraph heti kolumnistája volt. 1957-ben megalapította az évente megjelenő Egon Ronay's Guides-t. 1968–1974 között a The Evening News heti kolumnistája volt. 1979-től a francia Gasztronómiai Akadémia első külföldi tagja volt. 1986–1991 között a Sunday Times kolumnistája volt. 1991-ben a Sunday Express kolumnistájaként dolgozott. 1992–1994 között az Egon Ronay Recommends főszerkesztőjeként tevékenykedett.

## Családja
Édesapja, Rónay Miklós neves vendéglátós volt. 1967-ben házasságot kötött Barbara Greenslade-vel. Három gyermeke született: Eszter, Edina (1943-) és Gerard.

## Művei
- The Unforgottable Dishes of My Life (1989)

## Fordítás
- Ez a szócikk részben vagy egészben  az   Egon Ronay című angol Wikipédia-szócikk ezen változatának fordításán alapul.  Az eredeti cikk szerkesztőit annak laptörténete sorolja fel. Ez a jelzés csupán a megfogalmazás eredetét és a szerzői jogokat jelzi, nem szolgál a cikkben szereplő információk forrásmegjelöléseként.